# Улица Водопьянова (Липецк)

2-й троллейбус у остановки «Музыкальное училище»

Начало улицы. Детский городок

У́лица Водопья́нова — магистраль в Октябрьском округе города Липецка. Проходит от Кольцевой площади до улицы Яна Берзина. Дома по нечётной стороне улицы находятся в 20-м, 23-м микрорайонах, а также в МЖК и строящемся Октябрьском микрорайоне. По чётной стороне расположены 18-й и 15-й микрорайоны и Студенческий городок. К улице примыкают: к нечётной стороне — улицы Меркулова, Смородина, Стаханова, Смургиса, к чётной стороне — улица Папина и проезд Строителей.
В 1970-е годы началась застройка новых районов города между проспектом Победы и Каменным Логом — 15-го и 18-го микрорайонов и Студенческого городка. От проспекта в сторону лога была проложена дорога, названная кольцевой. В некоторой степени она выполняла функции объездной дороги вокруг города, так как по ней можно было выехать к Елецкому шоссе. Отсюда название остановки общественного транспорта «Кольцевая», а вовсе не от Кольцевой площади, которая сформировалась гораздо позже.
После начала застройки 15-го микрорайона (в середине 1970-х годах) предполагалось присвоить безымянной улице имя Героя Советского Союза лётчика-космонавта Г. Т. Добровольского (1928—1971), погибшего вместе с экипажем космического корабля «Союз-11» при возвращении на Землю. По непонятным причинам увековечение не состоялось. Вероятно, в какой-то степени этим можно объяснить тот факт, что большинство домов в 15-м микрорайоне и Студенческом городке не имеют уличной адресации.
Собственное имя улица получила 4 мая 1982 года после начала строительства 20-го микрорайона. Названа в честь Героя Советского Союза лётчика М. В. Водопьянова. Чётная сторона образованной улицы активно застраивалась к тому времени уже более восьми лет. Все дома на ней на тот момент относились к 15-му микрорайону, Студенческому городку и улице Папина. Позже на этом участке появились высотные жилые здания, адресованные в том числе по улице Водопьянова.
Значительная часть застройки типовая. На участке от улицы Папина до улицы Яна Берзина по чётной стороне идёт «карман».

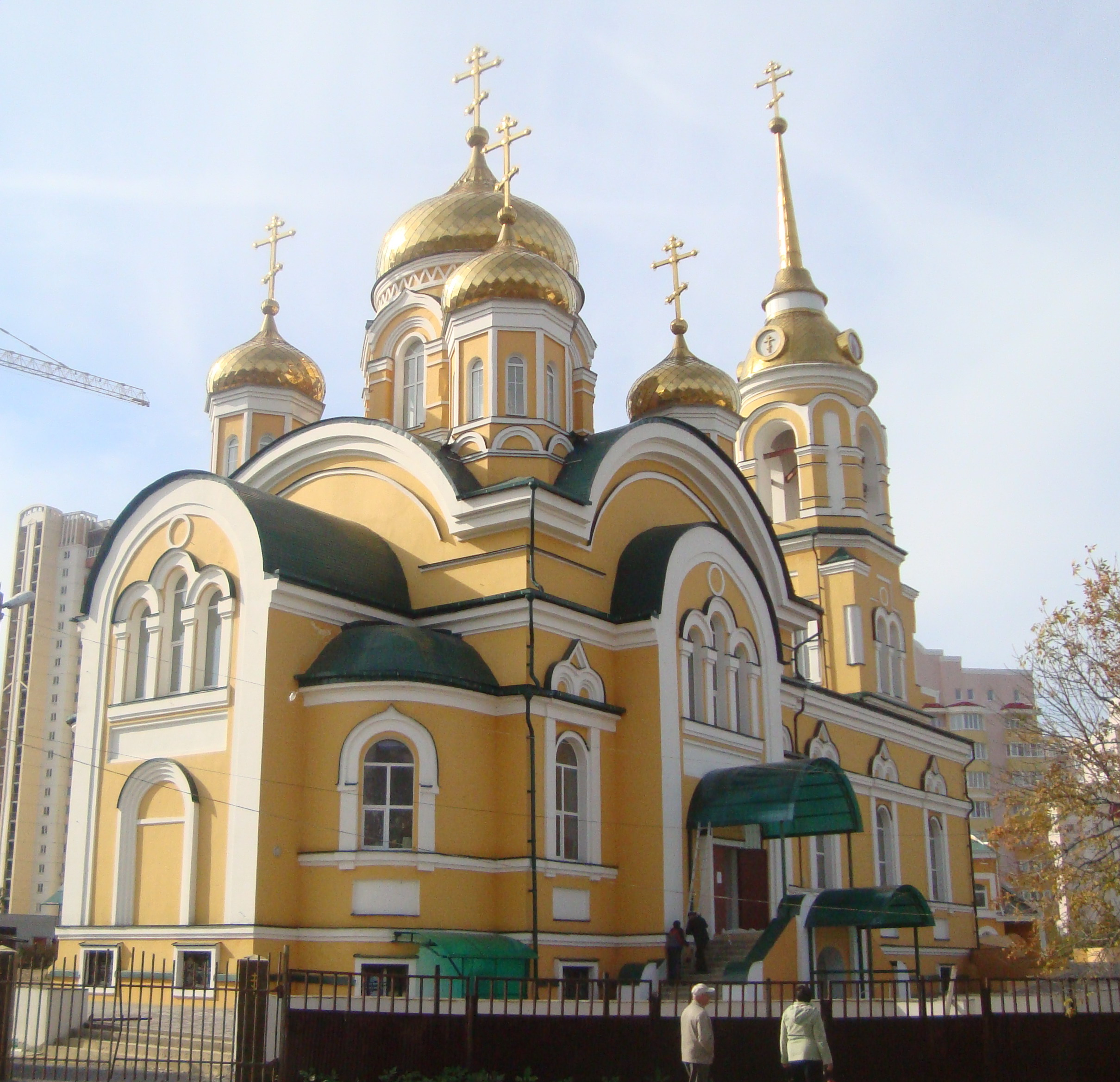
Храм Всех Святых

Строение № 19 — Всесвятская церковь. У перекрёстка с улицей Меркулова на месте универсама «Октябрьский» в 2008 году вырос крупный торгово-развлекательный центр.
18 ноября 2009 года к 110-летия со дня рождения Михаила Водопьянова на улице была открыта памятная стела в честь лётчика.

## Транспорт
По всей улице ходят автобусы.
- к домам начала улицы — авт. 2т, 9т, 27, 35, 37, 308к, 315, 323, 324, 347, 378 ост.: «Автовокзал»; авт. 2т, 9т, 28, 30, 300, 306, 308к, 321, 324, 330, 343, 345, 347, 352, 359, 378, ост.: «Музыкальное училище».
- к домам середины и конца улицы — авт. 2т, 9т, 30, 300, 306, 321, 330, 343, 345, 359, 378, ост.: «Дом художника», «23-й микрорайон», «Ул. Смургиса».